# Saint-Colomban-des-Villards

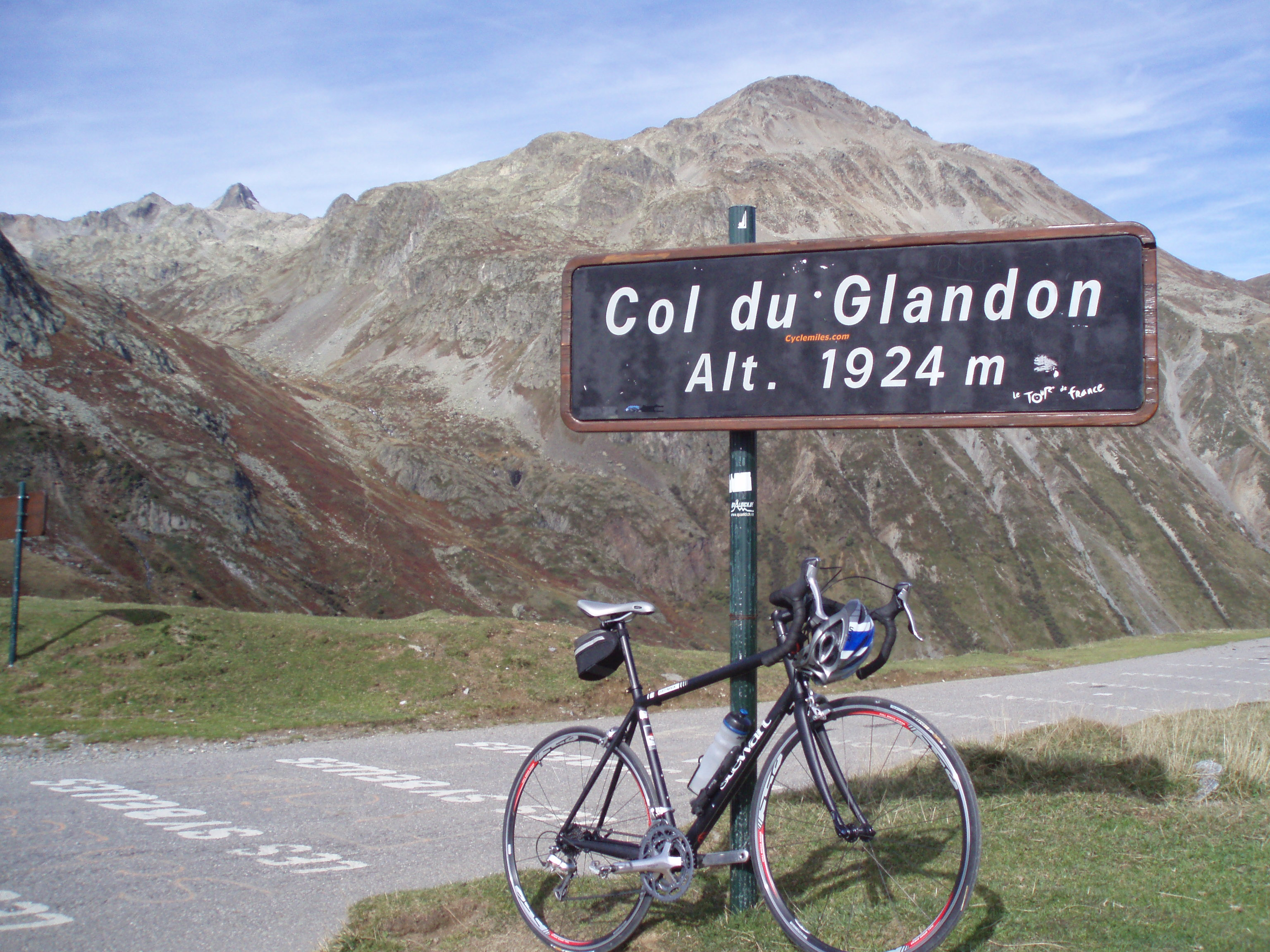
Vägen går över ett bergspass

Saint-Colomban-des-Villards är en kommun i departementet Savoie i regionen Auvergne-Rhône-Alpes i sydöstra Frankrike. Kommunen ligger i kantonen La Chambre som tillhör arrondissementet Saint-Jean-de-Maurienne. År 2022 hade Saint-Colomban-des-Villards 138 invånare.

## Befolkningsutveckling
Antalet invånare i kommunen Saint-Colomban-des-Villards
| Referens: INSEE |